# Chionaema flavotincta
Chionaema flavotincta är en fjärilsart som beskrevs av Max Wilhelm Karl Draudt 1914. Chionaema flavotincta ingår i släktet Chionaema och familjen björnspinnare. Inga underarter finns listade i Catalogue of Life.